# バリー・ボイト
バリー・ボイト（英: Barry Voight、1937年 - ）は、アメリカ合衆国ニューヨーク州出身の火山学者、技師である。弟に俳優のジョン・ヴォイト、弟にソングライターのチップ・テイラー、弟の娘に女優のアンジェリーナ・ジョリーがいる。ボイトは、ノートルダム大学で5年間の集中2学位プログラムを受けた後、修士課程に進んだ時には同大でティーチングアシスタントとなった。コーネル大学とコロンビア大学で学び、1965年後半に地質学の博士号を取得した。ペンシルベニア州立大学を含め幾つかの大学で地質学教授を務めており、ペンシルベニア州立大学では1964年から退職する2005年まで教えた。
地滑りやその他物質移動に関するボイトの論文が、アメリカ地質調査所 (USGS) 従業員ロッキー・クランデルの注意を惹き、ワシントン州のセント・ヘレンズ山で膨らんでいる突出部の観察を求めた。ボイトは突出部の破壊と、それに続く山の北斜面の崩壊、さらに強力な噴火を予告した。セント・ヘレンズ山は1980年に噴火し、ボイトの予測が当たった。その後はアメリカ地質調査所に雇われてその噴火を特徴づけた地滑りを調査した。セントヘレンズ山での働きによって国際的に認知された後、その経歴を通じて幾つかの活火山で研究とモニタリング活動を続けた。その対象にはコロンビアのネバドデルルイス火山、インドネシアのムラピ山、モントセラト島のスーフリエール・ヒルズが含まれている。火山学者および技師としての研究、出版、災害予防の活動によって、幾つかの表彰を受け、また講演者として評価されている。

## 生い立ちと教育
ボイトは1937年にニューヨーク州ヨンカーズで生まれた。弟に俳優のジョン・ヴォイト、妹に作詞家のチップ・テイラーがおり、弟の娘に女優のアンジェリーナ・ジョリーがいる。
ボイトはノートルダム大学で5年間の集中2学位プログラムを受け、1959年に地質学で、1960年に土木工学で学士号を受けた。1961年にはノートルダム大学から土木工学で修士号を受けた。ボイトはその科学における興味についてノートルダム大学での恩師であるレイ・ガットシック教授とエアハート・ウィンクラー教授のお蔭だと言っている。コーネル大学で1年間学んだ後、コロンビア大学に転籍し、そこでフレッド・ドナス教授の下で学び、1965年に地質学の博士号を受けて卒業した。コロンビア大学に在籍している間に、学長のフェローに指名された。

## 教職
ボイトは1961年に教職を始め、ノートルダム大学で土木工学の修士号を求めながら、大学のティーチングアシスタントを務めた。1961年から1963年、コーネル大学とコロンビア大学でもティーチングアシスタントを務めた。1964年、ペンシルベニア州立大学地質学助教として教員となり、1978年には地質学と環境地盤工学の常勤教授となった。ペンシルベニア州立大学には40年以上も在籍し、2005年6月に退職した。同大で働きながら、採鉱学部と合同授業を行い、「土木工学のための物理地質学」と「火山学」の2つの科目を教えた。この時代に、1972年にはオランダのデルフト工科大学でも客員教授として教えた。1973年にはトロント大学で、1981年にはカリフォルニア大学サンタバーバラ校で派遣教授となった。2009年時点で、ペンシルベニア州立大学の名誉教授となっている。

## 火山学の仕事と研究

### 初期の任務

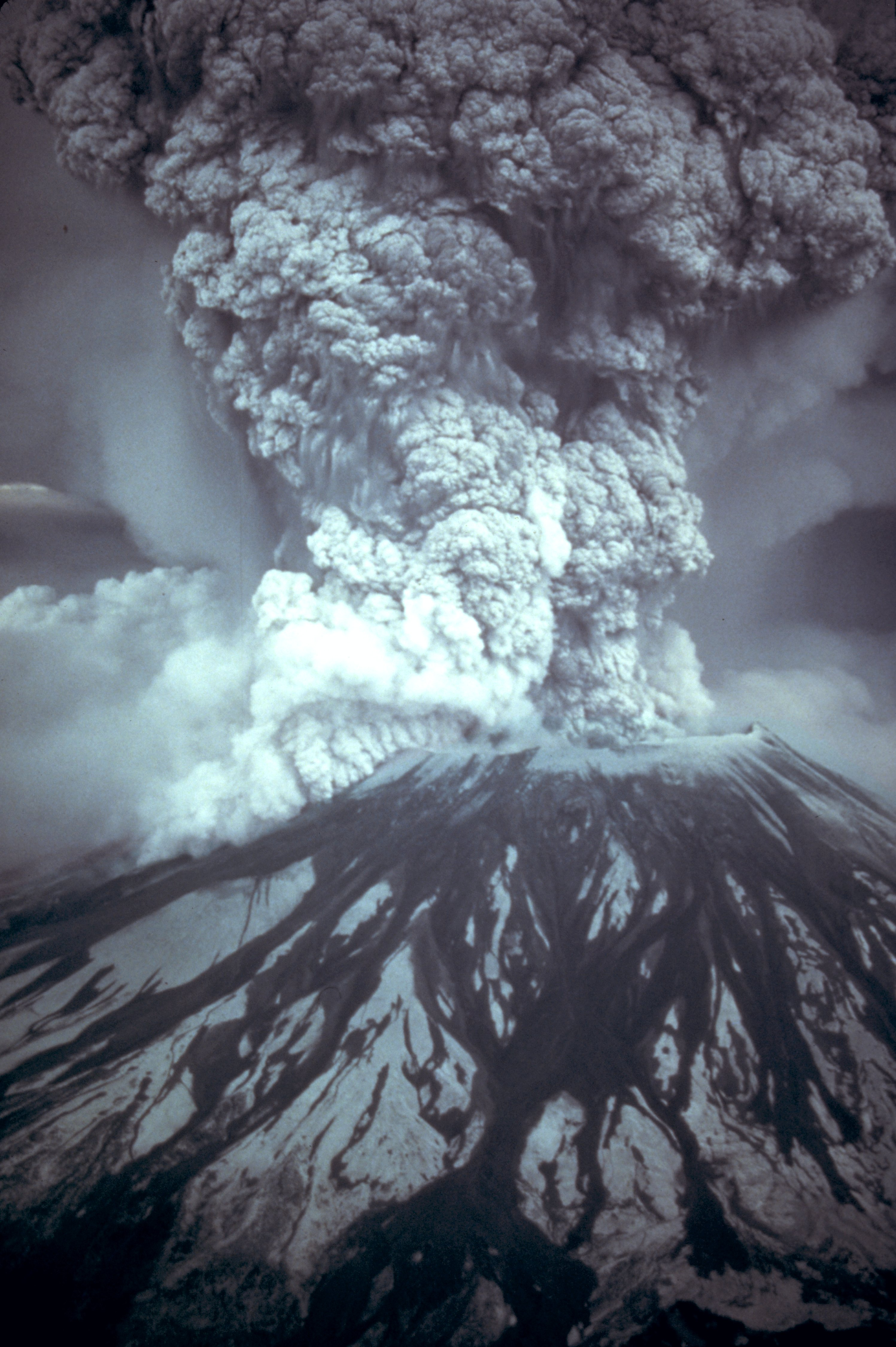
ボイトはセントヘレンズ山の突出部の崩壊が噴火に繋がることを正しく予告した。セントヘレンズ山は1980年5月18日に噴火した

ボイトは1971年にアメリカ合衆国鉱山局で働くことで、地質学者としての経歴を始めた。1978年、『岩盤滑りとなだれ』と題する、地滑りに関する最初の論文集を出版した。1980年にその2巻目を出版した後、地滑りとその他形態の物質移動に関する研究でベンチマーク（基準）となった。
1980年のセントヘレンズ山の噴火以前、ボイトはロッキー・クランデルからの接触を受けた。クランデルはアメリカ地質調査所の職員であり、セントヘレンズ山で働いていた。クランデルは、セントヘレンズ山の北面に現れていた、長さ270フィート (82 m) ある成長しつつある突出部についてボイトが見解を述べてくれることを期待し、地滑りに関するボイトの専門知識を求めた。ボイトはクランデルとその仲間に宛てた報告書で、その突出部が壊れて、山の北側全体の崩落に繋がりうると主張していた。その崩落が噴火の引き金になることを心配し、突出部の移動率を監視し始めることを提案した。また、地元の測量士を雇って測定を行うことも助言し、地質学者数人を怒らせた。それから間もなく、ボイトは山を離れて、ペンシルベニア州立大学の教職に戻った。噴火が起きる直前に、その予告を要約する論文を出版し、突出部の破壊と山の北斜面の崩壊、さらにその後の激しい噴火を説明し、それがすべて本当のことになった。北斜面の直下を震源とするマグニチュード5.1の地震が、午前8時32分に火山のその部分の地滑りを誘発した後、火山が噴火し、11億ドルの物損を出させ、57人の命を奪った。その噴火後、ボイトはアメリカ地質調査所のコンサルタントの地位を引き受けた。火山の噴火中に起きた地滑りの調査に入り、ハリー・グリッケンなど他の火山学者を指導した。グリッケンはボイトの初期研究の上に立って、『ワシントン州セント・ヘレンズ火山の1980年5月18日の岩盤すべり屑なだれ』（1996年）と題した報告書を作成した。ボイトはこの仕事で国際的な名声を獲得し、後にそこでの経験を「人生を変えるもの」と表現した。この頃既にボイトは火山学に関する興味を増していたが、セントヘレンズ山の噴火で、ボイトの仕事を切り替えさせ、その分野に生涯を捧げる気持ちにさせた。ボイトの仕事が、人命に脅威を与える可能性がある火山の地滑りなどの現象に関する広い関心を再活性させることに役立った。ボイトはセントヘレンズ山の後で、他の幾つかの活火山から火山性の危険性を分析する仕事を始めた。
1985年、コロンビアのネバドデルルイス火山が噴火して23,000人以上が死亡したアルメロ悲劇に対し、ボイトはそれがヒューマンエラーだと非難することで反応した。火山噴火の完全に正確な予測は不可能だと考えていたが、災害に対する準備の無さと、それを防ぐ行動を起こさなかったことが死者の数を多くしたと考えた。1986年1月、ボイトはネバドデルルイス火山を訪れた。これは火山の北東部が陥没しており、新たな噴火が起こるのではないかというコロンビア政府の心配に反応したものだった。監視用の反射板ネットワークを構築し、それをレーザー測距儀を使って、時間の経過とともに反射板に対する距離が変化するかを追った。1つの反射板が多くの動きを示し、空中から大きな割れ目が見えるようになると、ボイトは避難を考えるようになっていたが、まだ動かなかった。1986年3月までに、割れ目が広がるのは火山の岩ではなく氷河の1つがクリープ（緩やかな動き）を起こしていることで生じていることを理解した。ボイトは火山を離れた後で、『大災害へのカウントダウン』と題する14ページの報告書を纏めた（1988年）。これはアルメロでいかに火山の危険性管理が失敗したかを分析していた。

### その後の研究
1988年、ボイトがインドネシアのジャワ島にあるムラピ山で研究を始めたとき、その存在は火山学者にもあまり知られていなかった。スミソニアン博物館が1981年に発行した『世界の火山』からも省かれていたが、1996年時点でその斜面には100万人近い人々が住んでいた。ボイトは火山の中の動きを記録する計器を取り付け、火山の観察について地元の科学者を教育した。1989年7月、アメリカ国立科学財団の自然および人工危険性緩和部から、ムラピ山での噴火を予測するという提案に対して25万ドルの助成金を得ていた。その資金が尽きた後で、一時的に研究を中断していた。1994年、この火山の噴火から火砕流を発生させ、結婚式の招待客を含め63人が死んだ。この噴火を23人が生き残った。ボイトは翌年ムラピ山に戻り、死者と生存者のデータを比較し、火傷を負った場所の程度、衣類の損傷、肺が受けた損傷などを調べた。ボイトは、噴火活動が起こったときに保護できる長袖の衣類とマスクが生き残るチャンスを増させたと結論付けた。
1989年4月、国際連合災害救済機構から接触を受けた後、ボイトはコロンビアに戻り、ガレラス山に行った。火山の麓にあるパスト市の人々は、ガレラス山の騒音や振動で警告を受けるようになっていた。ガレラス山はネバドデルルイス山より遥かに容易に登れることが分かったが、地雷を埋められた土地が山の斜面の各所にゲリラ軍を隠していた。ボイトはアメリカ地質調査所の地質学者ディック・ジャンダとともにハザードマップを作成した。その危険地帯には幾つか人の住む地域も入っていた。ボイトがガレラス山を離れる前に、思いがけない水蒸気爆発が起こった。ボイトとそのチームはそれを予測できていなかった。パスト市に影響は無かったが、国連の自然災害救済ワークショップに出席していた6人の科学者が死んだ。噴火の前日に得られていた変形のデータを照査した後、ボイトは変形に加速が起きていなかったことを発見した。ボイトはこの水蒸気爆発が起こる前に変形の加速を示していなかったと推量し、火山の監視システムが適切に働いていたことを確認した後に、この地を離れた。
ボイトが、セントヘレンズ山の地滑りが側火山（火山の頂上ではなく側面から噴火すること）の噴火を促進することをしっかりと予測していたことが、モントセラトの政府の注意を惹いた。1996年3月、スーフリエール・ヒルズ火山の溶岩ドームが膨れていることを心配し、島の政府はボイトに噴火を生むかもしれない地滑りの可能性を評価するよう求めた。ボイトはクレーターが崩壊する可能性は低いと思ったが、約3分間でプリマス市に到達する可能性がある火砕流に関する心配を表明した。山腹にあるプリマス市と村1つの住民が避難し、それから3年以内に火砕流が放棄されていた場所を襲った。これらの噴火に続いて、ボイトはモントセラト政府に助言を行うリスク評価パネルのメンバーとなり、科学者のチームとともにカリブ海安山岩溶岩島精密地震測地学観測所 (CALIPSO) を共同設立した。ボイトは、イギリスのブリストル大学の地球科学者スティーブン・スパークスとともに島で研究を継続し、大洋における地震波と爆発を使ってスーフリエール・ヒルズを解析する試みとしてSEA-CALIPSO観測所を設立した。この研究で多くの発見があった中でも、モントセラトの西側の下に北西に向かう大きな断層があることを見つけた。
ボイトはその学生たちとともに、火砕流、火山に起因する地震動、火山岩屑なだれ、火山噴火予知を解析した。また、ダム、トンネル、原子力発電所のための地質工学コンサルタントも務め、フランス、インド、ソマリア、パプアニューギニア、カナダ、トルコで、さらにアメリカ合衆国で土木工学的プロジェクトの計画を援けた。ボイトの研究は、溶岩ドームの崩壊、成層火山、活火山の監視、火砕流に興味が及んでおり、アイスランド、コロンビア、日本、カムチャッカ半島、インドネシア、西インド諸島、イタリア、チリにまで足を運んだ。土木工学の知識と地質学の概念を組み合わせ、深成岩の歪を測るために、現在広く使われている非弾性歪回復手法を開発した。地質学者のチームとともに、物質欠陥予測手法も開発し、山の周辺の地震と変形のデータにおける変化に基づいて、火山の噴火時期を予測した。現在はアメリカ地質調査所の火山危険性対応チームのメンバーであり、日本、フィリピン、インドネシア、チリで噴火の恐れがある火山に対応している。

## 認知と遺産
ボイトはその経歴を通じて、地質学と火山学の教授、またそれら学者としての専門的業績に対し、多くの表彰や賞賛を得てきた。1984年、イギリス土木学会がボイトにジョージ・スティーブンソン・メダルを授与した。これは、ボイトの提出した論文の中でもその「学会誌に掲載された最良の論文」を認知したものである。同年、アメリカ合衆国岩石力学に関する全国委員会から、「岩石力学における研究について重要でオリジナルな貢献を果たした」として賞を受賞した。1985年、フィリピンのマヨン山の監視に貢献したことついて、その差し迫った噴火で脅威を与えられているレガスピ市にとって重要なものと認められた。1989年はボイトにとって栄誉となる大きな年となった。オーストラリアのマッコーリー大学から学術研究員の称号を受け、アメリカ合衆国岩石力学に関する全国委員会からは再度、そのオリジナルな発見について賞を受けた。著名な講演者としても何度か招かれている。1990年にはユタ大学の採鉱学部、1992年のカリフォルニア大学サンタバーバラ校、1992年の環境・工業地質工学協会などである。ペンシルベニア州立大学の教授としての功績については、特にその研究に対して2つの賞を与えられた。1991年、「物理科学と工学における傑出した功績」に対して教員学者メダルを授与された。1990年、地球と鉱物科学カレッジから、その研究の優秀さについてウィルソン研究賞を受賞した。ボイトの「研究、教育とコンサルティングについて」アメリカ地質学会の工学地質学部門から、2010年傑出した功績賞が贈られた。2013年、国際火山学及び地球内部化学協会からソラリンソン・メダルを贈られた。
ユニヴァーシティ・カレッジ・ロンドンで地球物理学と気候障害の名誉教授であるビル・マクガイアは、ボイドが出席した会議のことを思い出して、「火山の不安定さと地滑りに関する傑出した専門家」と表現している。ボイトの同僚であるリチャード・グレイは、ボイトが受けた傑出した功績賞を挙げて、「専門分野の最も輝かしく生産的なメンバー」になっていると言っている。ボイトがその予測メカニズムを寄稿したとき、アメリカ地質調査所の地質学者ロバート・I・ティリングは、「モニタリング・データの解釈において、重要な精緻化」だとして称賛した。

## 主要な著作
ボイトは多くの論文に加えて、1965年以来14の著作を著しており、その幾つかはW・D・ガンサー、R・T・チェイス、メアリー・A・ボイト、ジョージ・スティーブンスなどとの共著である。最新刊は2012年に出版したものである。
- Belousov, Alexander, Voight, Barry, and Belousova, Marina, 2007, Directed blasts and blast-generated pyroclastic density currents—A comparison of the Bezymianny 1956, Mount St. Helens 1980, and Soufrière Hills, Montserrat 1997 eruptions and deposits: Bulletin of Volcanology, v. 69, pp. 701–740.
- Ida, R., and B. Voight, eds. Models in Volcanology, Harry Glicken Memorial Volume. J. Vol,. Geochem. Res. 66:1–4, 1995.
- Voight, B., and D. Elsworth. Failure of volcano slopes. Geotechnique 46(4):1–40, 1997.
- Voight, B., et al. Magma flow instability and cyclic activity at Soufriere Hills Volcano, Montserrat, B. W. I. Science, 1999.
- Voight, B., et al. Remarkable cyclic ground deformation monitored in real time on Montserrat and its use in eruption forecasting. Geophys. Res. Lett. 25(18):3405–3408, 1998.
- Young, S., B. Voight, S. R. J. Sparks, et al. (co-conv.). Eruption of Soufriere Hills Volcano, Montserrat, B. W. I. Special Section, Geophy. Res. Lett. 25(18):3387–3340, and 25(19):3651–3700, 1998.